# Junín (municipalité)
Pour les articles homonymes, voir Junin.
Junín est l'une des vingt-neuf municipalités de l'État de Táchira au Venezuela. Son chef-lieu est Rubio. En 2011, la population s'élève à 80 680 habitants.

## Géographie

### Subdivisions
La municipalité est divisée en quatre paroisses civiles avec, chacune à sa tête, une capitale (entre parenthèses) :
- Bramón (Bramón) ;
- Junín (Rubio) ;
- La Petrólea (Río Chiquito) ;
- Quinimarí (San Vicente de la Revancha).